# Корчинський Михайло Агафонович
Миха́йло Агафо́нович Корчи́нський (15 березня 1885, Залуччя-Надкордонне, Кам'янецький повіт, Подільська губернія — 7 жовтня 1937, Львів) — український адвокат, політичний і громадський діяч, Державний секретар Ради народних міністрів УНР доби Директорії.

## Життєпис

### Родина
Народився 15 березня 1885 року в багатодітній (всього восьмеро дітей) сім'ї священика.
Батько Агафон Корчинський —  до 1890 року настоятель Свято-Михайлівської церкви в селі Залуччя-Надкордонне.

### Навчання
Закінчив Приворотське духовне училище (1893—1898), після якого навчався в Подільській духовній семінарії (1898—1902; відрахований за політичну діяльність).
1904 року успішно склав іспити в Златопільській чоловічій гімназії і 28 червня отримав свідоцтво за сім класів гімназії, що, ймовірно, його заохотило підготуватись і наступного року скласти тут же іспит зрілості як стороння особа (атестат № 857).
1905 року вступив на юридичний факультет Київського університету. Внаслідок переслідувань за участь у студентських політичних акціях переїхав до Петербургу, де 1910 року завершив навчання на юридичному факультеті Санкт-Петербурзького університету.

### Правнича й політична діяльність
1911 року вступив до складу петербурзької присяжної адвокатури: помічник присяжного повіреного, від 1916 року — присяжний повірений. У 1908—1917 роках — діяльний член української колонії в Петербурзі, голова Молодого ТУПу (Товариства українських поступовців) і Українського громадського клубу. 1917 року — за Тимчасового уряду заступник губернського комісара Буковини.
1917 року — член Центральної Ради від Української партії соціалістів-федералістів.
1919 року — державний секретар у кабінеті Сергія Остапенка, голова Української Національної Ради у Кам'янці-Подільському.
У листопаді 1919 року у Кам'янці-Подільському увійшов до створеної Іваном Огієнком Ради Головноуповноваженого Уряду УНР, однак відмовився від пропозиції стати товаришем (заступником) Головноуповноваженого.
1920 року — ініціатор і член Ради Республіки в Тарнові.
Працював адвокатом у Кам'янці-Струмиловій.
Від 1922 року — правний дорадник у Ревізійному Союзі Українських Кооператив у Львові, професор і член Кураторії Вищих Шкіл у Львові, член НТШ.
Публікував статті й розвідки в кооперативній і загальній українській пресі. Автор монографії «Кооперативне право» (Львів, 1935).

### Останні роки життя
Помер 7 жовтня 1937 року у Львові. Похований на Личаківському цвинтарі (за книгою реєстрації поховань  — поле № 21, могила № 112). У зв'язку з тим, що родина Михайла Агафоновича Корчинського була змушена 1944 року виїхати зі Львова, могила не збереглась. Його син Михайло Корчинський емігрував на захід через Німеччину, з якої після п'яти років роботи головним інженером Інженерного корпусу армії США 1950 року переїхав у США. Завдяки ґрунтовній освіті, отриманій у Львівській політехніці, став знаним спеціалістом в галузі металознавства промислових сплавів. Зараз на місці поховання Михайла Агафоновича Корчинського коштами дирекції музею «Личаківський цвинтар» встановлено пам'ятний знак.